# Chrobotek siwy

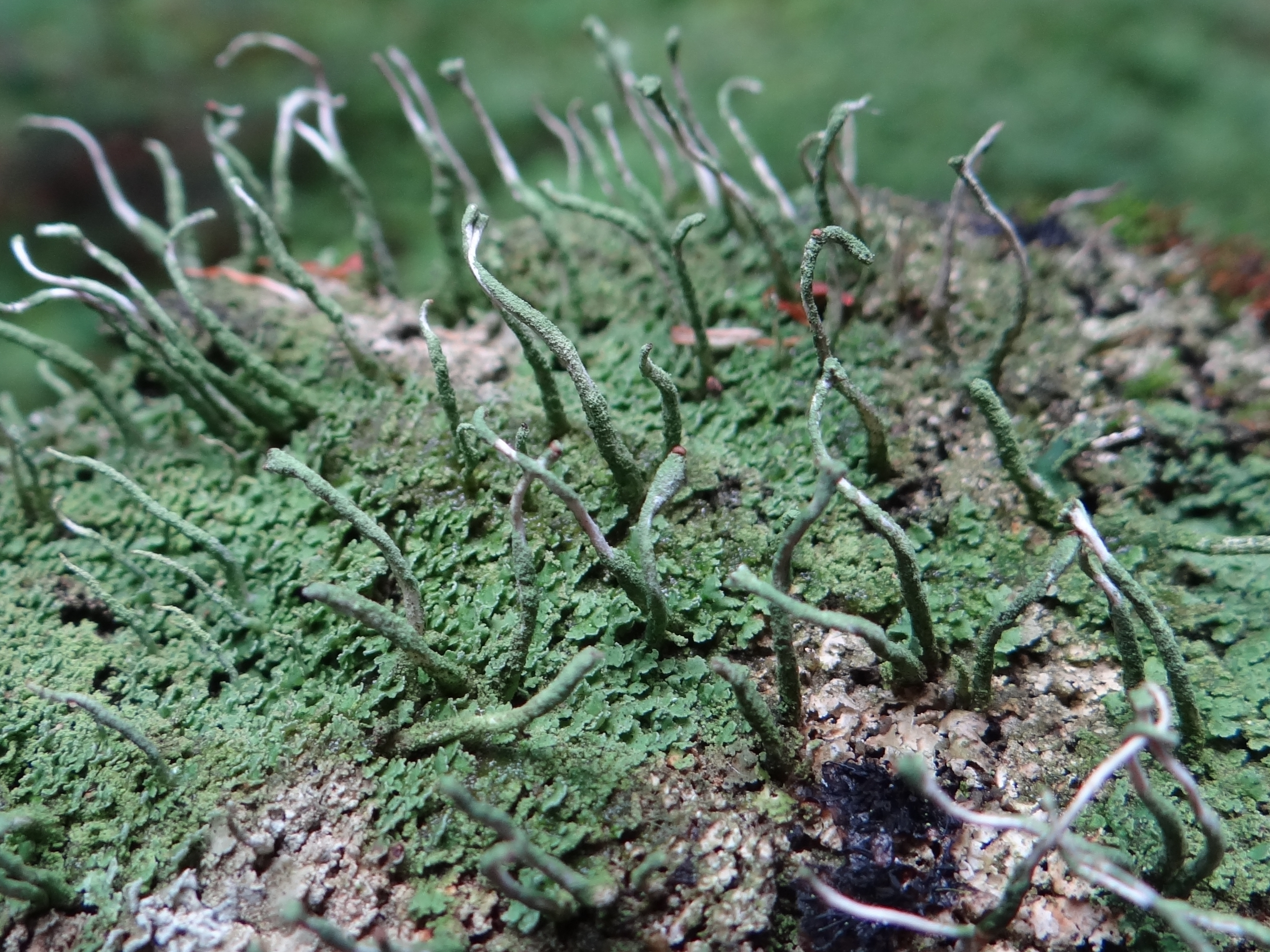

Chrobotek siwy (Cladonia glauca Flörke) – gatunek grzybów należący do rodziny chrobotkowatych (Cladoniaceae). Ze względu na współżycie z glonami zaliczany jest do porostów.

## Systematyka i nazewnictwo
Pozycja w klasyfikacji według Index Fungorum: Cladonia, Cladoniaceae, Lecanorales, Lecanoromycetidae, Lecanoromycetes, Pezizomycotina, Ascomycota, Fungi.
Synonim naukowy: Cladonia cenotea var. glauca (Flörke) Leight:
Nazwa polska według Krytycznej listy porostów i grzybów naporostowych Polski.

## Morfologia
Plecha pierwotna składająca się z drobnych łusek, trwała lub zanikająca. Plecha wtórna to białawe, szare, zielonkawo-szare, rzadziej brunatne podecja o wysokości 2–8 cm i grubości 0,8–2 mm. Są nierozgałęzione, lub słabo, dichonomicznie rozgałęzione i zakończone szydłowato, tępo, lub niewielkimi kieliszkami. W dolnej części występują łuseczki, lub w ogóle brak łuseczek. Na podecjum zazwyczaj posiadają otworek. Pokryte są na całej długości drobnymi, ziarenkowatymi urwistkami, czasami jednak urwistki występują tylko na górnej ich części, a wówczas dolna jest pokryta korą. W plesze występują glony protokokkoidalne i cefalodia z sinicami.
Brązowe apotecja pojedynczo, lub po kilka powstają rzadko na szczycie podecjów. Mają średnicę 0,3–0,6 mm. Powstają w nich jednokomórkowe, bezbarwne zarodniki o rozmiarach 7–10 × 2–3 μm. Ponadto na szczycie podecjów występują brązowe pyknidia.
Reakcje barwne: K-, Pd-.

## Występowanie i siedlisko
Występuje w Ameryce Północnej, Europie, Azji, Afryce i Nowej Gwinei. W Europie na północy sięga na Półwyspie Skandynawskim po 64 stopień szerokości geogr. W Polsce występuje pospolicie na terenie całego kraju.
Rośnie głównie na ziemi, zwłaszcza w lasach sosnowych, poza tym na drewnie i u podstawy pni drzew. Preferuje miejsca nasłonecznione.

## Gatunki podobne
Chrobotek siwy łatwo może być pomylony z kilkoma innymi gatunkami chrobotków. Najbardziej podobny jest chrobotek szydlasty (Cladonia coniocraea), chrobotek rożkowaty (Cladonia cornuta) i chrobotek rdzawy (Cladonia ochrochlora).